# Distretto di Panjwaye
Il distretto di Panjwaye è un distretto dell'Afghanistan appartenente alla provincia di Kandahar. Nel 2012-2013 la popolazione stimata era di 84 700 abitanti.